# Весы (геральдика)
Весы — негеральдическая гербовая фигура. В геральдике сохраняется символика весов как знака справедливости. Наиболее известен официальный государственный символ Ирана «Шамшир и Эдолят» (буквально «меч и весы»). 
Также весы как знак употребляются: в западноевропейской и американской символике и эмблематике как атрибут аллегорий закона, правосудия, юстиции; в католической эмблематике — атрибут архангела Михаила (в Судный день взвешивать души).

### Весы на дворянских гербах
Польские дворянские гербы включает в себя весы с двумя чашами: Правомир золотого цвета; Працомир белого цвета.

### Весы на гербах городов
- герб города Шклова (Могилёвская область, Беларусь)
- герб городского посёлка Яновичи (Витебская область, Беларусь)
- герб города Ошмяны (Гродненская область, Беларусь)
- Герб Сухиничского района (Калужская область, Россия)
- Герб Староминского сельского поселения (Краснодарский край, Россия)
- Герб Бейсугского сельского поселения (Краснодарский край, Россия)
- Герб Тейковского района (Ивановская область, Россия)
- герб коммуны Хагенбюхах (Бавария, Германия)
- герб коммуны Хюттенберг (Гессен, Германия)
- герб коммуны Фаренцхаузен (Бавария, Германия)
- герб города Порто-Веккьо (Корсика, Франция)
- герб муниципалитета Льяно-де-Буреба (Кастилия и Леон, Испания)

## Галерея
- Герб Шклова
- Герб Ошмяны
- Герб Сухиничского района
- Герб коммуны Хагенбюхах
- Герб Тейковского района
- Герб Бейсугского сельского поселения
- Герб коммуны Хюттенберг
- Герб коммуны Фаренцхаузен
- Герб коммуны Фаренцхаузен
- Герб Порто-Веккьо
- Герб муниципалитета Льяно-де-Буреба